# Poirot (TV-serie)
Poirot (även benämnd Agatha Christies Poirot) är en brittisk kriminal- och dramaserie vars första säsong hade premiär den 8 januari 1989 på ITV. Seriens trettonde och sista säsong hade premiär i juni 2013 och seriens sista avsnitt sändes i november 2013. Totalt sändes 70 avsnitt. Serien är baserad på Agatha Christies romaner om den belgiskfödde detektiven Hercule Poirot. Serien kan ses på C More. David Suchet spelade huvudrollen som den fiktiva detektiven. Serien producerades ursprungligen av LWT, men producerades senare av ITV Studios. 
Programmet sändes i 13 säsonger och totalt 70 avsnitt. Varje avsnitt anpassades från en roman eller novell av Christie med Poirot i huvudrollen. I varje avsnitt är Poirot både huvuddetektiven som ansvarar för utredningen av ett brott, vanligtvis mord, och huvudpersonen i centrum för det mesta av avsnittets handling. Vid programmets slut, som avslutades med "Ridå – Hercule Poirots sista fall" hade alla större litterära verk av Christie med titelkaraktären anpassats.

## Rollista
David Suchet fick rollen som Hercule Poirot. Han porträtterades, särskilt tidigt i serien, tillsammans med Hugh Fraser som Poirots närmaste vän kapten Arthur Hastings, samt Pauline Moran som Poirots smarta sekreterare Felicity Lemon och Philip Jackson som Poirots mångårige kompanjon kommissarie James Japp.
I de senare serierna kommer andra karaktärer som Poirots engelske butler George, spelad av David Yelland, och deckarförfattaren Ariadne Oliver, spelad av Zoë Wanamaker, att dyka upp och bli framträdande. Flera skådespelare spelade flera roller som var specifika för vissa avsnitt, bland annat Nicholas Farrell och Beatie Edney.
| Karaktär                      | Säsong         | Säsong         | Säsong         | Säsong         | Säsong         | Säsong         | Säsong         | Säsong         | Säsong       | Säsong        | Säsong        | Säsong        | Säsong         |
| Karaktär                      | 1              | 2              | 3              | 4              | 5              | 6              | 7              | 8              | 9            | 10            | 11            | 12            | 13             |
| ----------------------------- | -------------- | -------------- | -------------- | -------------- | -------------- | -------------- | -------------- | -------------- | ------------ | ------------- | ------------- | ------------- | -------------- |
| Hercule Poirot                | David Suchet   | David Suchet   | David Suchet   | David Suchet   | David Suchet   | David Suchet   | David Suchet   | David Suchet   | David Suchet | David Suchet  | David Suchet  | David Suchet  | David Suchet   |
| Kapten Arthur Hastings        | Hugh Fraser    | Hugh Fraser    | Hugh Fraser    | Hugh Fraser    | Hugh Fraser    | Hugh Fraser    | Hugh Fraser    | Hugh Fraser    |              |               |               |               | Hugh Fraser    |
| Chefskommissarie James Japp   | Philip Jackson | Philip Jackson | Philip Jackson | Philip Jackson | Philip Jackson | Philip Jackson | Philip Jackson | Philip Jackson |              |               |               |               | Philip Jackson |
| Miss Felicity Lemon           | Pauline Moran  | Pauline Moran  | Pauline Moran  |                | Pauline Moran  | Pauline Moran  | Pauline Moran  | Pauline Moran  |              |               |               |               | Pauline Moran  |
| Poliskonstapel Jameson        | John Cording   | John Cording   |                |                |                |                |                |                |              |               |               |               |                |
| Grevinnan Vera Rossakoff      |                |                | Kika Markham   |                |                |                |                |                |              |               |               |               | Orla Brady     |
| Sergeant Coombes              |                |                |                |                |                | Steve Delaney  |                |                |              | Dale Rapley   |               |               |                |
| Ariadne Oliver                |                |                |                |                |                |                |                |                |              | Zoë Wanamaker | Zoë Wanamaker | Zoë Wanamaker | Zoë Wanamaker  |
| George                        |                |                |                |                |                |                |                |                |              | David Yelland | David Yelland | David Yelland | David Yelland  |
| Överkommissarie Harold Spence |                |                |                |                |                |                |                |                |              | Richard Hope  | Richard Hope  |               |                |

## Produktion

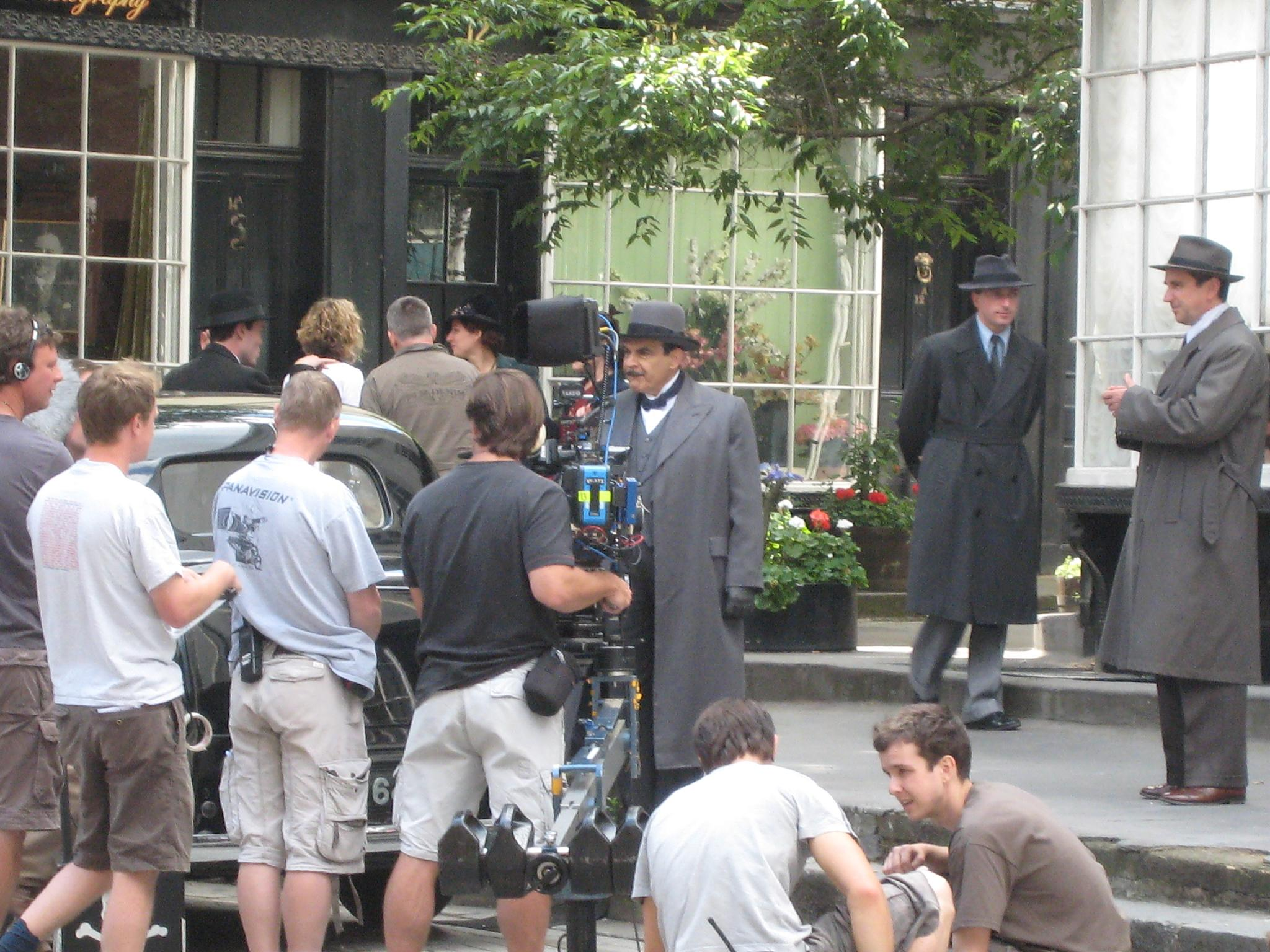
Inspelning av Poirot i London avsnittet "Klockorna". Säsong 12, avsnitt 4.

I samarbete med producenten Brian Eastman anpassade Clive Exton pilotavsnittet. Tillsammans skrev och producerade de de första åtta säsongerna. Exton och Eastman lämnade Poirot år 2001, då de påbörjade arbetet med Rosemary & Thyme. Michele Buck och Damien Timmer, som båda senare bildade Mammoth Screen, låg bakom omarbetningen av serien.
Avsnitten som sändes från säsong 9 2003 innehöll en radikal förändring i tonen från den tidigare serien. Humorn i den tidigare serien tonades ner och varje avsnitt presenterades som ett seriöst drama och introducerade skeva element som inte fanns i Christie-berättelserna. Återkommande motiv i tilläggen var droganvändning, sex, abort, homosexualitet och en tendens till ett mer känslomässigt bildspråk. Den visuella stilen i senare avsnitt var på motsvarande sätt annorlunda: särskilt en övergripande mörkare ton och strama modernistiska eller art deco-platser och inredning, som ofta användes tidigare i serien, har till stor del övergivits till förmån för mer påkostade miljöer (som symboliseras av den nya föreställningen av Poirots hem som en större, mer påkostad lägenhet).
Seriens logotyp gjordes om (hela den inledande titelsekvensen hade inte använts sedan säsong 6 1996), och huvudtemat, även om det användes ofta, var vanligtvis subtilt och i dystra arrangemang. Det har beskrivits som en konsekvens av att de romaner som filmatiserats är mörkare och mer psykologiskt drivna. Ett mer optimistiskt stråkarrangemang av ledmusiken används dock i eftertexterna till "Mord på Allhelgonadagen", "Klockorna" och "Död mans fåfänga". I flashback-scener använde sig senare avsnitt också i stor utsträckning av Fiskögeobjektiv-objektiv, förvrängda färger och andra visuella effekter.

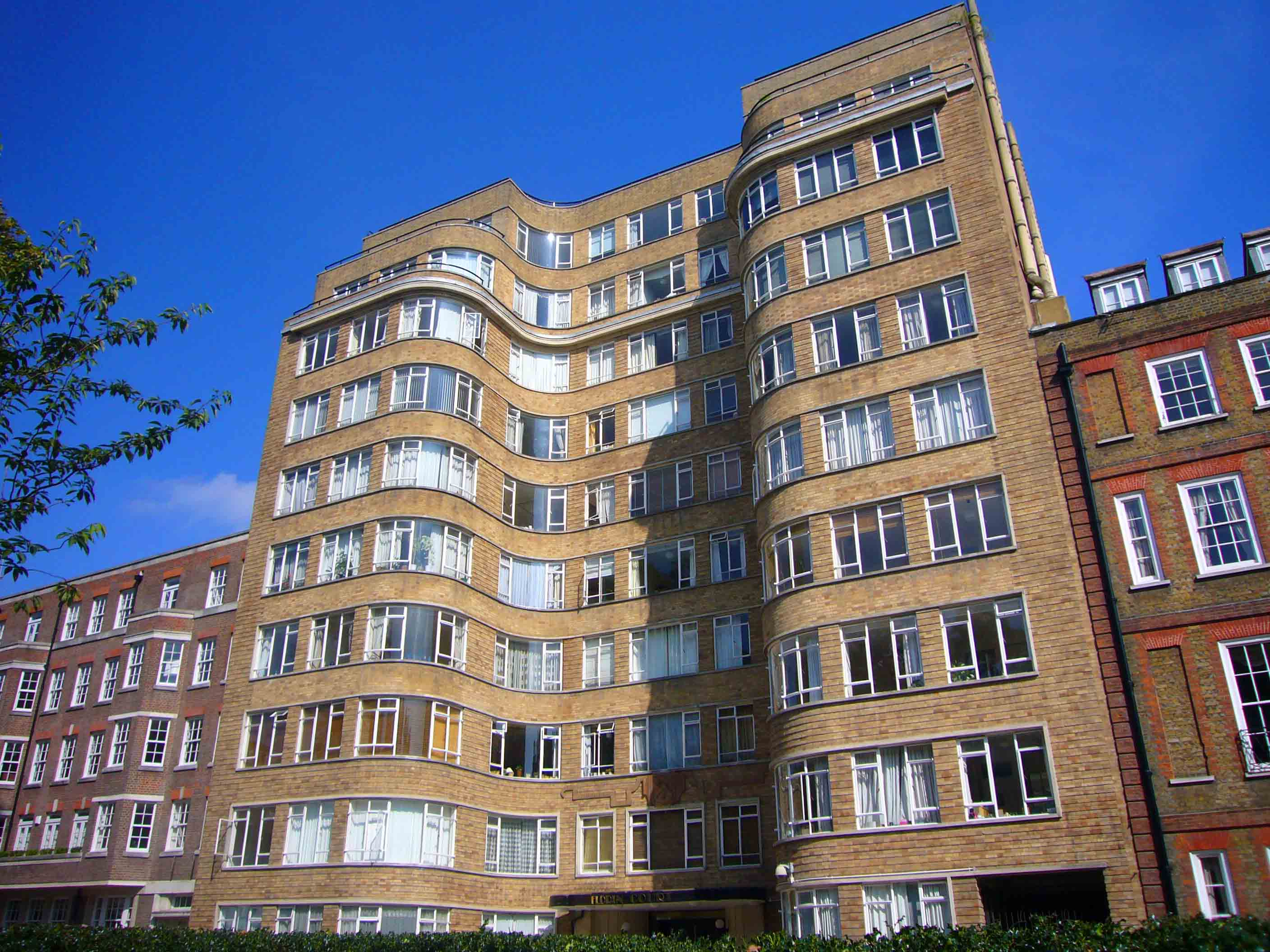
Florin Court användes för att representera Whitehaven Mansions

Säsong 9-12 saknar Hugh Fraser, Philip Jackson och Pauline Moran, som hade medverkat i den tidigare serien (med undantag för säsong 4, där Moran är frånvarande). Säsong 10 (2006) introducerade Zoë Wanamaker som den excentriska deckarförfattaren Ariadne Oliver och David Yelland som Poirots pålitlige betjänt George - en karaktär som hade introducerats i de tidiga Poirot-romanerna men som utelämnades från de tidiga filmatiseringarna för att utveckla karaktären Miss Lemon. Introduktionen av Wanamakers och Yellands karaktärer och frånvaron av de andra karaktärerna stämmer i allmänhet överens med de historier som manusen baserades på. Hugh Fraser och David Yelland återvände för två avsnitt av den sista säsongen (De fyra stora och Ridå – Hercule Poirots sista fall), medan Philip Jackson och Pauline Moran återvände för adaptionen av De fyra stora. Zoë Wanamaker återvände också för filmatiseringarna av Långa skuggor och Död mans fåfänga.
Clive Exton adapterade sju romaner och fjorton noveller för serien, inklusive "ABC-morden" och "Dolken från Tunis", som fick blandade recensioner från kritiker. Anthony Horowitz var en annan produktiv författare för serien med tre romaner och nio noveller, medan Nick Dear adapterade sex romaner. Komikern och författaren Mark Gatiss skrev tre avsnitt och gästspelade även i serien, liksom Peter Flannery och Kevin Elyot. Ian Hallard, som skrev manuset till "De fyra stora" tillsammans med Mark Gatiss, medverkar i avsnittet och även i "Mord på Allhelgonadagen", som Gatiss skrev manuset till.
Florin Court på Charterhouse Square i London användes som Poirots residens i London, Whitehaven Mansions. Det sista avsnittet som spelades in var "Död mans fåfänga" i juni 2013 på Greenway Estate (som var Agatha Christies hem) som sändes den 30 oktober 2013. De flesta av platserna och byggnaderna där avsnitten spelades in fick fiktiva namn.

### Rollbesättning
Suchet rekommenderades för rollen av Christies familj, som hade sett honom som Blott i TV-versionen av Tom Sharpes Blott on the Landscape.  Suchet, en metodskådespelare, sade att han förberedde sig för rollen genom att läsa alla Poirot-romaner och varje novell, och skriva av varje beskrivning av karaktären. Suchet berättade för The Strand Magazine: "Vad jag gjorde var att jag hade min mapp på ena sidan av mig och en hög med berättelser på den andra sidan och dag efter dag, vecka efter vecka, plöjde jag igenom de flesta av Agatha Christies romaner om Hercule Poirot och skrev ner karaktärsdrag tills jag hade en mapp full av dokumentation av karaktären. Och sedan var det min uppgift att inte bara veta hurdan han var, utan att gradvis bli honom. Jag var tvungen att bli honom innan vi började filma."
Under inspelningen av den första säsongen var Suchet nära att lämna produktionen under ett gräl med en regissör, där han insisterade på att Poirots udda manér (i det här fallet att lägga ifrån sig en näsduk innan han satte sig på en parkbänk) skulle vara med. Han sa senare att "det är ingen tvekan om att [Poirot] är tvångsmässig". Enligt många kritiker och entusiaster anses Suchets karaktärisering vara den mest korrekta tolkningen av alla skådespelare som har spelat Poirot, och den som ligger närmast karaktären i böckerna. År 2013 avslöjade Suchet att Christies dotter Rosalind Hicks hade sagt till honom att hon var säker på att Christie skulle ha godkänt hans framträdande.
År 2007 talade Suchet om sin önskan att filma de återstående berättelserna i Poirots kanon och hoppades kunna uppnå detta före sin 65-årsdag i maj 2011. Trots spekulationer om nedläggning i början av 2011 anpassades de återstående böckerna slutligen till en trettonde säsong, som anpassades 2013 till 5 avsnitt, från vilken "Ridp" sändes senast den 13 november. En TV-special från 2013, Being Poirot, fokuserade på Suchets karaktärisering och hans känslosamma sista avsnitt.

### Skådespelare

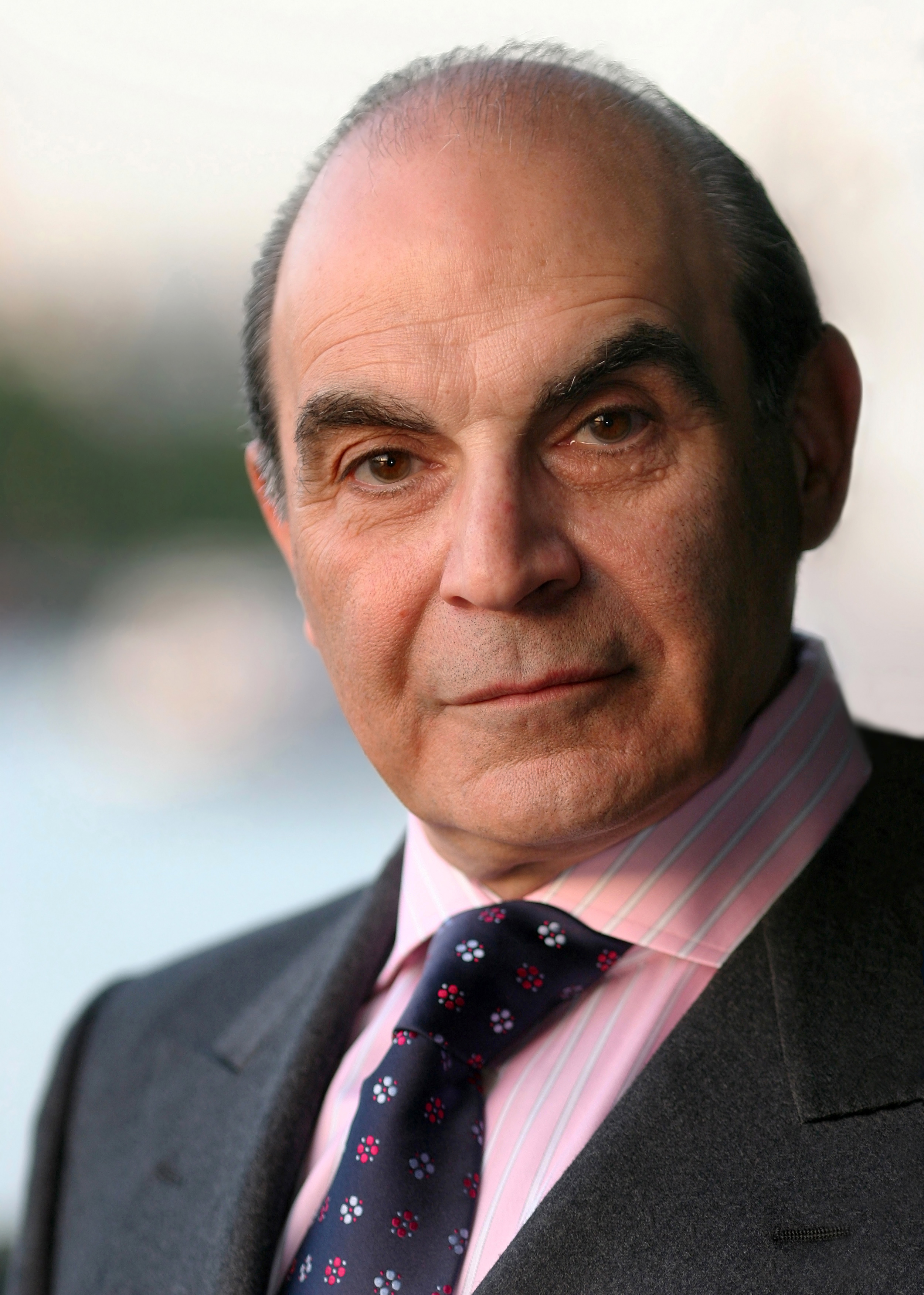
David Suchet

Vid sidan av återkommande karaktärer innehöll den tidiga serien skådespelare som senare uppnådde större berömmelse, däribland Sean Pertwee ("Klöver kung", 1989; "Död mans fåfänga", 2013), Joely Richardson ("Drömmen", 1989), Polly Walker ("Badortsmysteriet", 1990), Samantha Bond ("Äventyret med den billiga våningen", 1990), Christopher Eccleston ("Skospännet", 1992), Hermione Norris ("Juvelstölden på Grand Metropolitan", 1993), Damian Lewis ("Hickory Dickory Dock", 1995), Jamie Bamber ("Dolken från Tunis", 2000), Russell Tovey ("Mord på ljusa dagen", 2001), Kelly Reilly ("Samvetskval", 2003), Emily Blunt ("Döden på Nilen", 2004), Alice Eve ("Mysteriet på Blå tåget", 2005), Michael Fassbender ("Begravningar är farliga", 2006), Aidan Gillen ("Fem små grisar", 2003), Toby Jones och Jessica Chastain ("Mordet på Orientexpressen", 2010) och Tom Ellis ("Död mans fåfänga", 2013).
Fyra Oscarsnominerade har medverkat i serien: Sarah Miles, Barbara Hershey, Elizabeth McGovern och Elliott Gould. Peter Capaldi, Jessica Chastain, Michael Fassbender, Lesley Manville, Vanessa Kirby och Emily Blunt fick Oscarsnomineringar efter att ha medverkat i serien (Chastain vann priset för bästa skådespelerska 2022 för The Eyes of Tammy Faye). Flera medlemmar av brittiska teaterfamiljer medverkade i avsnitten under seriens gång. James Fox dök upp som överste Race i "Döden på Nilen", och hans äldre bror Edward Fox dök upp som Gudgeon i "Gropen".
Tre av systrarna Cusack medverkade i varsitt avsnitt: Niamh Cusack i "Klöver Kung", Sorcha Cusack i "Juvelstölden på Grand Metropolitan" och Sinéad Cusack i "Död mans fåfänga". Phyllida Law och hennes dotter Sophie Thompson medverkade i "Mord på Allhelgonadagen". David Yelland dök upp som Charles Laverton West i "Murder in the Mews" och som George under resten av serien från säsong 10 och framåt, och hans dotter Hannah Yelland dök upp som Geraldine Marsh i "Tretton vid bordet".

#### Multipla roller
| Aktör             | Karaktär                      | Avsnitt |
| ----------------- | ----------------------------- | --- |
| Nicholas Farrell  | Donald Fraser                 | "ABC-morden" (1992) |
| Nicholas Farrell  | Major Richard Knighton        | "Mysteriet på Blå tåget" (2006) |
| Pip Torrens       | Major Rich                    | "Mysteriet med den spanska kistan" (1991) |
| Pip Torrens       | Jeremy Cloade                 | "Högt vatten" (2006) |
| Haydn Gwynne      | Coco Courtney                 | "Mordet på maskeradbalen" (1991) |
| Haydn Gwynne      | Miss Battersby                | "Tredje flickan" (2008) |
| Geoffrey Beevers  | Mr Tolliver                   | "Problem till sjöss" (1989) |
| Geoffrey Beevers  | Seddon                        | "Samvetskval" (2003) |
| Simon Shepherd    | David Hall                    | "Juvelstölden på Grand Metropolitan" (1993) |
| Simon Shepherd    | Dr. Rendell                   | "Mrs McGinty är död" (2008) |
| Richard Lintern   | John Lake                     | "Dead Man's Mirror" (1993) |
| Richard Lintern   | Guy Carpenter                 | "Mrs McGinty är död" (2008) |
| Richard Durden    | Dr Pritchard                  | "Testamentet som inte fanns" (1993) |
| Richard Durden    | Pebmarsh                      | "Högt vatten" (2006) |
| John Carson       | Sir George Carrington         | "The Incredible Theft" (1989) |
| John Carson       | Richard Abernethie            | "Begravningar är farliga" (2006) |
| Carol MacReady    | Mildred Croft                 | "Badortsmysteriet" (1990) |
| Carol MacReady    | Miss Johnson                  | "Katt bland duvor" (2008) |
| Miranda Forbes    | Hyresvärdinna                 | "Miniatyrmålningarna" (1990) |
| Miranda Forbes    | Mrs Turton                    | "ABC-morden" (1992) |
| Pat Gorman        | Skrivbordspolis               | "ABC-morden" (1992) |
| Pat Gorman        | Londonman                     | "Testamentet som inte fanns" (1993) |
| Beth Goddard      | Violet Wilson                 | "Testamentet som inte fanns" (1993) |
| Beth Goddard      | Syster Agnieszka              | "Döden till mötes" (2008 [DVD release], 2009 [aired]) |
| Lucy Liemann      | Miss Burgess                  | "Korten på bordet" (2005) |
| Lucy Liemann      | Sonia                         | "Tredje flickan" (2008) |
| David Yelland     | Charles Laverton West         | "Murder in the Mews" (1989) |
| David Yelland     | George                        | "Högt vatten" (2006) "Mrs McGinty är död" (2008) "Tredje flickan" (2008) "Tragedi i tre akter" (2010) "Mord på Allhelgonadagen" (2010) "De fyra stora" (2013) "Ridå – Hercule Poirots sista fall" (2013) |
| Fenella Woolgar   | Ellis                         | "Tretton vid bordet" (2000) |
| Fenella Woolgar   | Elizabeth Whittaker           | "Mord på Allhelgonadagen" (2010) |
| Beatie Edney      | Mary Cavendish                | "En dos stryknin" (1990) |
| Beatie Edney      | Beryl Hemmings                | "Klockorna" (2011) |
| Frances Barber    | Lady Millicent Castle-Vaughan | "Damen med slöjan" (1990) |
| Frances Barber    | Merlina Rival                 | "Klockorna" (2011) |
| Sean Pertwee      | Ronnie Oglander               | "Klöver kung" (1989) |
| Sean Pertwee      | Sir George Stubbs             | "Död mans fåfänga" (2013) |
| Danny Webb        | Porter                        | "Kokerskans äventyr" (1989) |
| Danny Webb        | Superintendent Bill Garroway  | "Långa skuggor" (2013) |
| Ian Hallard       | Edmund Drake                  | "Mord på Allhelgonadagen" (2010) |
| Ian Hallard       | Mercutio                      | "De fyra stora" (2013) |
| Phyllida Law      | Lady Isabel Carrington        | "The Incredible Theft" (1989) |
| Phyllida Law      | Mrs Louise Llewellyn-Smythe   | "Mord på Allhelgonadagen" (2010) |
| Jane How          | Lady at Ball                  | "Mysteriet på Blå tåget" (2005) |
| Jane How          | Lady Veronica                 | "Katt bland duvor" (2008) |
| Patrick Ryecart   | Charles Arundel               | "Det stumma vittnet" (1996) |
| Patrick Ryecart   | Sir Anthony Morgan            | "Herkules storverk" (2013) |
| Barbara Barnes    | Mrs Lester                    | "Den försvunna gruvan" (1990) |
| Barbara Barnes    | Louise Leidner                | "Mord i Mesopotamien" (2002) |
| Tim Stern         | Hisspojke                     | "Juvelstölden på Grand Metropolitan" (1993) |
| Tim Stern         | Alf Renny                     | "Tredje flickan" (2008) |
| Catherine Russell | Katrina Reiger                | "How Does Your Garden Grow?" (1991) |
| Catherine Russell | Pamela Horsfall               | "Mrs McGinty är död" (2008) |

## Mottagande
Agatha Christies barnbarn Mathew Prichard kommenterade: "Personligen beklagar jag verkligen att hon [Agatha Christie] aldrig såg David Suchet. Jag tycker att han visuellt är den mest övertygande och kanske lyckas han förmedla till betraktaren precis så mycket av den irritation som vi alltid förknippar med perfektionisten, för att vara övertygande!"
År 2008 beskrevs serien av vissa kritiker som att den "spårade ur", dock inte negativt, från sitt gamla format. Den hyllades för sina nya författare, mer påkostade produktioner och en större betoning på romanernas mörkare psykologi. Betecknande nog uppmärksammades den för "Fem små grisar" (adapterad av Kevin Elyot) som tog fram en homosexuell undertext i romanen. Mellan 1989 och 1991 mottogs nomineringar till tjugo BAFTA-priser för säsong 1–3.

## Being Poirot

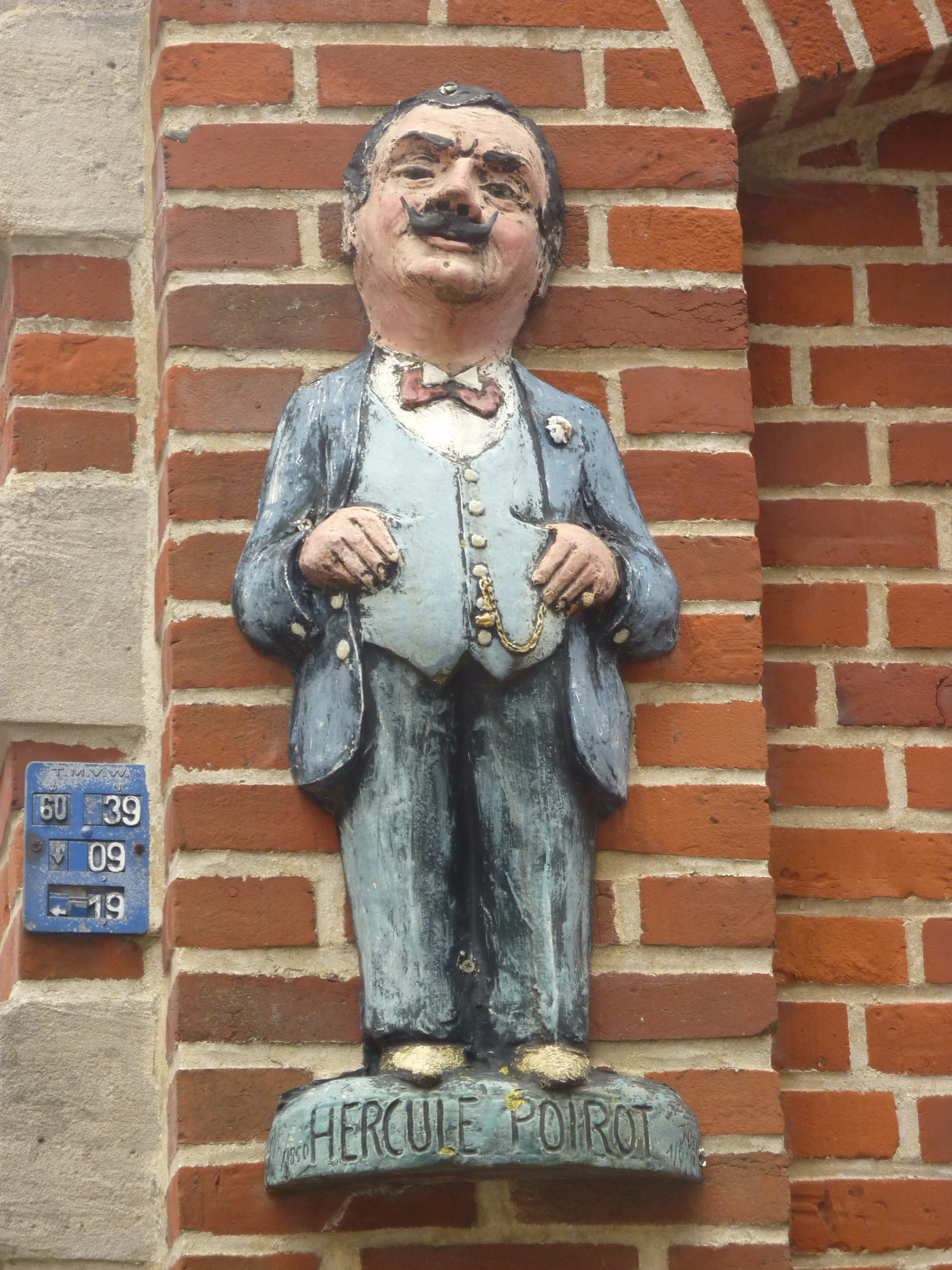
En statyett av Hercule Poirot i Ellezelles i Belgien

Being Poirot är en 50 minuter lång ITV-dokumentär från 2013 där David Suchet försöker reda ut Hercule Poirots mystiska dragningskraft och hur han porträtterade honom. Den sändes i Storbritannien samma kväll som det sista avsnittet "Ridå".
Suchet besöker Greenway Estate, Agatha Christies sommarhus, och minns hur han träffade hennes dotter Rosalind Hicks och hennes man Anthony Hicks för att få deras godkännande innan han började filma. Han träffar Christies barnbarn Mathew Prichard som berättar hur hans mormor hittade karaktären bland belgiska flyktingar i Torquay. Det finns ett besök på den permanenta Poirot-utställningen på Torquay Museum, där han överlämnade käppen han använde i TV-serien.
Suchet presenterar de första scen- och filmatiseringarna av böckerna med skådespelare som Charles Laughton på Londonscenen i Alibi, en anpassning av Dolken från Tunis 1928. Alibi filmades 1931 med Austin Trevor men är nu försvunnen. Den äldsta bevarade filmskildringen från 1934 var Tretton vid bordet ånyo med Austin Trevor som Poirot. Suchet noterar att ett medvetet beslut togs av filmbolaget att porträttera Poirot utan mustasch.
Filmer med Albert Finney och Peter Ustinov visas också. Suchet avslöjar att han läste böckerna och skrev ner 93 anteckningar om karaktären som han fortsatte att använda i sin skildring. Beskrivningarna i böckerna hjälpte honom att upptäcka rösten han skulle använda och den snabba hackande gången.
Suchet går också till Florin Court, en plats som produktionsbolaget valde för att representera hans hem Whitehaven Mansions. Där träffar han den första producenten Brian Eastman, med vilken han diskuterar scenografin som byggdes baserat på lägenheterna, och Eastmans beslut att iscensätta berättelserna 1936. Suchet besöker också kompositören Christopher Gunning som hade komponerat fyra teman för Eastman, varav det första var Gunnings favorit. Eastman valde den fjärde efter att ha låtit Gunning mörka tonen.
Suchet reser till Bryssel, där han hyllas av polischefen och borgmästaren. Han beger sig sedan till Ellezelles, som påstår sig vara Poirots födelseplats, och han får se en födelseattest som bevis. Det står att datumet var den 1 april, "Aprilskämt", utan att något årtal nämns. Slutligen reser Suchet med Orientexpressen och berättar att han spelade in avsnittet "Död mans fåfänga" sist på Greenway för att avsluta på ett bra sätt.

## Romaner och berättelser som inte ingår i serien
Suchet var stolt över att ha fullbordat hela Poirot-kanon vid tidpunkten för sändningen av det sista avsnittet, bara något under det mål han hade satt upp för sig själv i en intervju 2007 om att slutföra hela kanon före sin 65-årsdag.
Novellerna och berättelserna "Ett hot mot rikets säkerhet", "Tragedin i Market Basing", "Äventyret med julpuddingen", "Mysteriet med den spanska kistan", "Andra gonggongen", "The Incident of the Dog's Ball" och "Hercule Poirot and the Greenshore Folly" filmades inte i sitt ursprungliga novellformat, eftersom Agatha Christie senare skrev om dessa berättelser som noveller eller romaner (The Incredible Theft, Murder in the Mews, Äventyret med julpuddingen, Mysteriet med den spanska kistan, Dead Man's Mirror, Det stumma vittnet och Död mans fåfänga) som gjordes till avsnitt.
Till skillnad från de andra Poirot-novellsamlingarna, där varje berättelse anpassades till ett 1-timmes avsnitt, anpassades samlingen med titeln Herkules storverk, bestående av tolv noveller sammanlänkade av en inledande scenberättelse och ett brett löpande tema, till en enda 2-timmars film. Resultatet byggde mycket på några av berättelserna. Andra berättelser bidrog bara med mindre detaljer. Den ursprungliga versionen av "Upphämtandet av Cerberos", som inte publicerades förrän 2009, användes inte alls. I denna enda film fanns också en karaktär med efternamnet Lemesurier, som en blinkning till novellen "The Lemesurier Inheritance", som annars inte har inkluderats i Poirot-serien.
En annan novell, "The Regatta Mystery", ingår inte i Suchet-serien, eftersom den inte allmänt anses vara en del av Poirot-kanon. Artikeln publicerades först i nummer 546 av Strand Magazine i juni 1936 under titeln "Poirot and the Regatta Mystery", och illustrerades av Jack M. Faulks, och skrevs senare om av Christie för att ändra detektiven från Hercule Poirot till Parker Pyne. Det var som ett Parker Pyne-mysterium som berättelsen först publicerades i bokform i The Regatta Mystery and Other Stories, publicerad i USA 1939. Även om berättelsen nu är förknippad med Parker Pyne, inkluderades den i 2008 års samlingsvolym Hercule Poirot: the Complete Short Stories, som var den första offentliga publiceringen av berättelsen med Hercule Poirot sedan den ursprungliga Strand Magazine-publiceringen 1936.
Bortsett från "Poirot and the Regatta Mystery" är den enda autentiska Hercule Poirot-historien som inte ingår i någon form, hel eller delvis, i Agatha Christie's Poirot-serien pjäsen Black Coffee från 1930. Även om den anpassades till en roman 1998, med tillstånd från Christie Estate, var den inte tidigare tillgänglig i romanformat. David Suchet gav en liveläsning av den ursprungliga pjäsversionen för Agatha Christie Theatre Company och kände därför att han hade gjort rättvisa åt hela den autentiska kanon.